# Psathyropus formosa
Psathyropus formosa is een hooiwagen uit de familie Sclerosomatidae.